# Thomas Zehetmair
Thomas Zehetmair (Salisburgo, 23 novembre 1961) è un violinista e direttore d'orchestra austriaco.
Attivo anche come primo violino del Zehetmair Quartet, è uno dei più prestigiosi violinisti sulla scena musicale internazionale.

## Biografia
Thomas Zehetmair è figlio di violinisti docenti del Mozarteum di Salisburgo; dopo aver appreso i primi rudimenti sul pianoforte, a sette anni inizia a studiare privatamente il violino col padre Helmut Zehetmair; continua gli studi sempre col padre al Mozarteum dove si diploma in giovane età. Frequenta in seguito diverse masterclass di Nathan Milstein, Max Rostal e Franz Samohyl.
Nel 1976 si laurea al Concorso “Concertino Praga”.  
Ha debuttato l’anno seguente, all’età di 16 anni, al Festival di Salisburgo; il prestigio ottenuto gli permette di vincere nel 1978 il primo premio all’ “Internationalen Mozart Wettbewerb” del Mozarteum di Salisburgo.
Nel febbraio 1979 suona nella Goldener Saal del Musikverein di Vienna. Da allora ha intrapreso una prestigiosa carriera internazionale; Zehetmair si esibisce regolarmente con le principali orchestre in Europa e in America e ha tenuto concerti sotto la direzione di Daniel Barenboim, Christoph von Dohnányi, Sir John Eliot Gardiner, Nikolaus Harnoncourt, Sir Charles Mackerras, Kent Nagano, Sir Simon Rattle e Esa-Pekka Salonen e altri. 
Nel 1994 Zehetmair ha fondato un quartetto d’archi, il Zehetmair Quartet, che porta il suo nome. Oltre alle opere del repertorio violinistico, Zehetmair lavora intensamente anche con alcuni compositori contemporanei: Hans-Jurgen von Bose, Cesar Bresgen, James Dillon, Heinz Holliger, Giya Kancheli, Erwin Koch-Raphael, Ernst Ludwig Leitner, Carlos Weerhoff. 
Dalla fine degli anni Novanta Zehetmair ha sviluppato una carriera parallela come direttore d'orchestra. All’inizio della sua carriera ha suonato su un violino di Giovanni Battista Guadagnini del 1751, attualmente suona un violino di Antonio Stradivari del 1730.